# 神酒クリニックで乾杯を
『神酒クリニックで乾杯を』（みきクリニックでかんぱいを）は、知念実希人による日本の推理小説のシリーズ。角川文庫より2015年10月から刊行されている。
2019年に、BSテレ東でテレビドラマ化された。
2025年2月に「天久鷹央」シリーズと共に実業之日本社文庫に出版社・レーベルを移籍し、それに伴い改稿を行ったことで『天久翼の読心カルテ』にシリーズ名を改めた。

## あらすじ
当直中に医療事故を起こし勤務先の大病院を追われた外科医・九十九勝己は、恩師・三森大樹教授の紹介で東京青山にある「神酒クリニック」という医院に入職する。
一見の患者が入って来ぬよう会員制バーを模した作りになっている神酒クリニックは大学病院にも引けを取らない医療設備を持っており、そこで働く医療従事者も院長の外科医・神酒章一郎を始め、美人女医・夕月ゆかり、ローティーンの少年にしか見えない精神科医・天久翼など、才能豊かだが一癖も二癖もあるような者ばかり。そして各界のVIPを相手に、秘密絶対厳守・患者さんのためなら診療以外の依頼もお引き受けしますとうたうかなり変わったクリニックだった。
否応無しにクリニックから依頼された事件の調査に巻き込まれ、最初は戸惑う勝己だったが、格闘技や奇術の才能を発揮し存在感を増していき、自身の医療事故についての真相も判明する。

## 登場人物

### 神酒クリニック
九十九勝己（つくも かつみ）
本作の語り手。一流大学の医学部を卒業し研修医を経て有名病院に入職するが、個人病院での当直のアルバイト中に泥酔し患者を死亡させた医療事故を引き起こす。病院を追われ再就職活動しても雇い入れられなく失意で過ごしていたが、恩師である三森教授の紹介で神酒クリニックに入職。
医療行為の他に探偵まがいの事件調査なども引き受ける神酒クリニックに最初は戸惑っていたが、格闘技の腕前や奇術の才能を発揮し、神酒クリニックで存在感を増していく。格闘技はプロライセンスを所持しており、奇術も後述の新庄雪子曰く「天才的な腕前」。大学卒業時に恩師から贈られたイニシャル入りの万年筆を常に持ち歩く。
神酒章一郎（みき しょういちろう）
神酒クリニックのオーナーで自身も外科医である。年齢は40歳手前、長身で彫りの深い顔立ち。外科手術の腕前は超一流で、対複数の格闘技の手練れでもある。クリニックに舞い込む事件調査などの依頼を喜んでいる節がある。
一ノ瀬真美（いちのせ まみ）
神酒クリニックのナースで、手術の際の器具出し・術後の器具の洗浄・医療補助などを担当。年齢は23歳。スレンダーで清楚な女性だが、過激なドライビングテクニックを持つなど色々な面を併せ持っている。幼少期に両親が離婚し母方に引き取られたため名字が異なるが神酒章一郎の妹でもある。クリニック開院時に章一郎から一緒に働かないかと誘った。愛車は赤いミニだがエンジンをハイパワーなものに換装してある。
夕月ゆかり（ゆうづき ゆかり）
産婦人科医、小児科医。神酒が執刀する手術では助手を務めるほか、婦人科の手術では自ら執刀を担当する。高級クラブのホステスでも十分通用するような美貌と色気を持ち、劇団員の経験もあり声帯模写もできるので九十九の窮地をサイレンの声真似で助ける場面も。医療技術も優れている。年齢不詳だが自称28歳。翼のローティーンのような外見をからかい、その仕返しとして翼からは「オバさん」「痴女」などと言われている。
黒宮智人（くろみや ともひと）
内科医。超人的な記憶力を持ち、ハッキング・ピッキングなどの技術もあるが、うつ病気味。目が隠れるほど前髪が長く黒縁メガネ、猫背で話し方もボソボソしているが、素顔は映画俳優のような長身の美男子であり、大学生4年生まではイケメンで成績優秀、テニスの大会で優勝などスポーツ万能の優等生として女性にもモテモテだったが翼の妹と会い、自分を超える知性により打ちのめされて挫折し、現在の姿になる。手術の際は麻酔科医の業務も担当。
天久翼（あめく つばさ）
精神科医。小柄でローティーンの少年にしか見えないが30歳は過ぎている。読心術に優れ、他者の表情や目線、仕草などの動きから心情を分析しているに過ぎないのだが、他人からは人の心を読める妖怪サトリのごとく思われている。しかし、手術などの手技は苦手でクリニックでの手術には参加してない。スーツを着た姿を「七五三」と言われるなど、よくゆかりに外見をからかわれている。読心術を利用してのギャンブルなども得意。ホットココアを好む。
天久家は医療法人天医会を営んでおり、天久家の長男として株を保有している。
巽（たつみ）
神酒クリニックが入る巽ビルのオーナーで白髪で初老の男性。寡黙で殆ど喋らない。ビルの1階で喫茶巽を経営。

### 白泉医科大学
新庄雪子（しんじょう ゆきこ）
勝己の大学時代の先輩で、現在は大学病院の外科医局に勤務している。勝己が在籍していた大学の奇術同好会の会長でもあった。勝己とは恋愛から仕事まで相談し合える、仲の良い先輩であった。
三森大樹（みつもり だいき）
白泉医科大学第一外科講座の教授、勝己の恩師。

### 警察関係者
桜井公康（さくらい きみやす）
警視庁捜査一課に属する刑事で、ヨレヨレのトレンチコートにボサボサ頭と、某有名刑事ドラマの主人公を思わせる風貌をしている。神酒クリニックが調査する事件の情報交換に、クリニックを訪れる。また自身も神酒クリニックから入手する情報を自分の捜査に有益に活用し、捜査一課の管轄外の情報については他部門に流すなど、神酒クリニックを利用している節がある。

### 天久翼関係者
天久真鶴（あめく まづる）
翼の妹で、天医会総合病院の事務長。詳細は「天久鷹央」シリーズ#鷹央の関係者を参照。
天久鷹央（あめく たかお）
翼の妹で、天医会総合病院副院長兼統括診断部部長。詳細は「天久鷹央」シリーズ#「統括診断部」メンバーを参照。

## 用語
出典
- 巽ビル
青山一丁目駅から徒歩10分程度の場所に位置する。地下2階地上5階建て。
このうち神酒クリニックは地下1階、2階、3階、4階を使用している。
1階は喫茶巽としてビルオーナーの巽が喫茶店を経営。
地下2階は駐車場。地下1階は「Bar 神酒 会員制」の表札で、クリニックのスタッフルームである。
2階はクリニックの外来スペース。3階は一時的な入院設備、4階はオペルームとリカバリールーム
5階は、居住スペースで神酒章一郎と一ノ瀬真美が住む。
- 青山第一病院
神酒クリニックから徒歩5分程度の場所に位置し、神酒クリニックで手術した患者の入院用に最上階の全個室の病室の一部を使用する契約を結んでいる[8]。
- 神酒クリニックのキャンピングカー
依頼などでクリニックメンバー全員での外出や、オペ後に青山第一病院に患者の搬送は、様々な医療機器を積み込み車内で手術も可能な巨大なキャンピングカーを使用する[9]。

## シリーズ一覧
1. 『神酒クリニックで乾杯を』、2015年10月24日発売[10]、角川文庫、ISBN 978-4-04-103569-6
  - 【改題】『天久翼の読心カルテ 神酒クリニックで乾杯を』、2025年2月7日発売[11]、実業之日本社文庫、ISBN 978-4-408-55932-2
2. 『神酒クリニックで乾杯を 淡雪の記憶』、2016年4月23日発売[12]、角川文庫、ISBN 978-4-04-103570-2
  - 【改題】『天久翼の読心カルテII 淡雪の記憶』、2025年6月6日発売[13]、実業之日本社文庫、ISBN 978-4-408-55953-7

## テレビドラマ
2019年1月12日から3月30日までBSテレ東の「土曜ドラマ9」枠で放送された。三浦貴大と安藤政信のW主演。

### キャスト
- 九十九勝己（神酒クリニック 外科医） - 三浦貴大[15]
- 神酒章一郎（神酒クリニック 外科医） - 安藤政信[15]
- 一ノ瀬真美（神酒クリニック 看護師） - 山下美月（乃木坂46）[15]
- 夕月ゆかり（神酒クリニック 産婦人科医・小児科医） - 松本まりか[15]
- 黒宮智人（神酒クリニック 内科医） - 栁俊太郎[15]
- 天久翼（神酒クリニック 精神科医） - 板垣李光人[15]
- 新庄雪子（四葉大学病院 医師） - 臼田あさ美[15]
- 竹林（警視庁刑事） - 品川祐[15]
- 佐野まりあ（情報キャッチ アナウンサー） - 小室安未[15]
- 源田愛（勝俣病院 看護師） - 山田キヌヲ[16]
- 三森大樹（四葉大学病院 教授） - 竹中直人[15]

### ゲスト
第1 - 2話
- 椿山晴美（国土交通大臣） - 小林幸子（特別出演）
- 中川誠一（椿山の秘書） - 六角慎司
- 中川翔太（誠一の息子） - 横山歩
- 中川香奈（誠一の妻） - 広山詞葉
- 小野勝（テレビ東西 記者） - 田上晃吉
- 西脇大和 - 窪寺昭

第3話
- 松島怜奈（話題沸騰中の人気子役） - 桜田ひより
- 岡山兼二郎（刑務所に収監中 / 松島怜奈の父） - 三又又三

第4話
- 脇坂和也（陸上日本代表候補） - 金井浩人
- 夏樹（脇坂和也の友人） - 華村あすか
- 石橋（脇坂和也のコーチ） - 濱津隆之
- 上坂節子 - 松本海希

第5話
- 八木沢優（システムエンジニア） - 加藤諒
- アズサ（旧型AI） - 高橋李依（声の出演）
- 山中社長（開発会社社長） - 風藤康二（風藤松原）
- 隣人 - 高須克弥

第6話
- 安藤まり子（入院中の占い師） - 山村紅葉
- 宇田川瑞希（看護師） - 宮下ともみ

第7話
- アラン（サマル王国の王子） - 清水尋也
- マイク小柳（アラン王子のSP） - 大澄賢也
- クレア（サマル王国の従姉妹） - 永尾まりや

第8話
- 小笠原雄一郎（建設業界トップのワンマン社長） - 森本レオ（第9 - 10話）
- 市子（小笠原家の長女） - 安達祐実

第9話
- 芹沢久美子（川奈雄太の婚約者） - 逢沢りな

### スタッフ
- 原作 - 知念実希人『神酒クリニックで乾杯を』（角川文庫 / KADОKAWA刊）
- 脚本 - 政池洋佑、加藤拓也、鈴木裕那、粟島瑞丸、倉嶋孝典
- 監督 - 長崎俊一、横浜聡子、湯浅弘章、瀬野尾一、倉地雄大（テレビ東京）
- 音楽 - 諸橋邦行
- 主題歌 - ASIAN KUNG-FU GENERATION『ホームタウン』
- 警察監修 - 石坂隆昌
- 医療監修 - 中澤暁雄、山本昌督
- アナウンス指導 - 樋田かおり
- キャラクターデザイン - 仲美海
- 技術協力 - ビデオフォーカス、サウンドライズ
- 美術協力 - BEENS
- ポスプロ - ビーグル
- プロデューサー - 倉地雄大（テレビ東京）、井上季子、渋谷未来
- アソシエイトプロデューサー - 浅野太（テレビ東京）
- 制作 - BSテレ東、テレパック

### 放送日程
| 各話   | 放送日   | 放送日     | ラテ欄                                                                         | 脚本              | 監督     |
| 各話   | BSテレ東 | テレビ東京 | ラテ欄                                                                         | 脚本              | 監督     |
| ------ | -------- | ---------- | ------------------------------------------------------------------------------ | ----------------- | -------- |
| 第1話  | 1月12日  | 4月15日    | 大臣が銃殺!? クセ者スゴ腕医師団の華麗なる事件捜査!                             | 政池洋祐          | 長崎俊一 |
| 第2話  | 1月19日  | 4月15日    | スゴ腕の医師たちが潜入捜査! 裏カジノで大暴れ!? 大臣の銃殺犯追い詰める          | 政池洋祐          | 長崎俊一 |
| 第3話  | 1月26日  | 4月29日    | 白血病少女を救え!! ドナーは強盗服役中!? クセ者スゴ腕医師らの華麗なる脱獄大作戦 | 政池洋祐          | 横浜聡子 |
| 第4話  | 2月09日  | 5月06日    | ドーピング!? スゴ腕医師団が暴く日本代表ランナーの恋と罠…! チョコの味は嫉妬?    | 加藤拓也          | 横浜聡子 |
| 第5話  | 2月16日  | 5月06日    | 10時間で爆弾爆発!? 天才医師VS最凶AI クセ者凄腕医師が挑む命がけの将棋バトル     | 瀬野尾一          |          |
| 第6話  | 3月02日  | 5月20日    | 院内で連続不審死!百発百中!? 死の予言者 クセ者スゴ腕医団が難解トリックに挑む    | 鈴木裕那          | 瀬野尾一 |
| 第7話  | 3月09日  | 6月03日    | クリニックが占拠! 軍事クーデター勃発で大パニック! 真相は…隠された陰謀を暴く    | 政池洋祐          | 倉地雄大 |
| 第8話  | 3月16日  | 6月17日    | 遺産10億円!? 資産家毒殺ミステリ! 犯人は美しき三姉妹!? 名医が密室トリックを暴く | 粟島瑞丸          | 湯浅弘章 |
| 第9話  | 3月23日  | 6月17日    | 殺人鬼はドクター!? 失踪後180日…御曹司バラバラ死体で発見!! 消えた記憶と黒い嘘   | 政池洋祐 倉嶋孝典 | 湯浅弘章 |
| 最終話 | 3月30日  | 6月20日    | 医療ミスと遺体切断 最悪の殺人鬼ドクターVSクセ者スゴ腕医師 最後の難事件に挑む   | 政池洋祐          | 長崎俊一 |

| BSテレ東 土曜ドラマ9                                                                                   | BSテレ東 土曜ドラマ9                               | BSテレ東 土曜ドラマ9                                      |
| 前番組                                                                                                 | 番組名                                             | 次番組                                                    |
| --- | -------------------------------------------------- | --------------------------------------------------------- |
| サイレント・ヴォイス 行動心理捜査官・楯岡絵麻 （2018年10月6日 - 12月15日） 【本作品から土曜ドラマ9枠】 | 神酒クリニックで乾杯を （2019年1月12日 - 3月30日） | やじ×きた 元祖・東海道中膝栗毛 （2019年4月6日 - 6月22日） |

## オーディオブック
『天久翼の読心カルテ 神酒クリニックで乾杯を』が、2025年5月30日よりAudibleで配信された。ナレーターは高岡千紘。